# سیارک ۴۷۰۰۲
سیارک ۴۷۰۰۲ (به انگلیسی: 47002 Harlingten، نامگذاری:1998UQ2) چهل و هفت هزار و دومین سیارک کشف شده‌است که در ۲۰ اکتبر ۱۹۹۸ کشف شد.